# Willow (canción)
«Willow» (estilizada en minúsculas y en español, «Sauce») es una canción escrita e interpretada por la cantante y compositora estadounidense Taylor Swift, lanzada el 11 de diciembre de 2020 a través de Republic Records. Es la primera canción y el sencillo principal de su noveno álbum de estudio, Evermore. «Willow» es una pista de amor que utiliza varias metáforas para transmitir el estado de ánimo romántico de la cantante, quien retrata su vida como un sauce.
Swift escribió la letra al escuchar una composición instrumental del productor de la canción Aaron Dessner. Swift estrenó un video musical el mismo día del lanzamiento de «Willow», que continúa la historia de su video anterior «Cardigan». «Willow» recibió elogios de los críticos musicales, quienes felicitaron su lirismo romántico y su sonido centrado en la guitarra.
«Willow» debutó en la cima del Billboard Hot 100, consiguiendo para Swift su séptima canción y su tercer debut número uno en los Estados Unidos; simultáneamente, Evermore entró en el número uno en el Billboard 200, convirtiendo a Swift en la primera artista en la historia en debutar en el primer lugar de las dos listas en la misma semana en dos ocasiones distintas, después de hacerlo con Folklore y «Cardigan». «Willow» encabezó además las listas de Billboard de Hot Alternative Songs, Hot Rock & Alternative Songs, Digital Song Sales y Adult Pop Songs. La canción también alcanzó el primer puesto en Australia, Canadá y Singapur, y el top 10 en Bélgica, Hungría, Irlanda, Malasia, Nueva Zelanda y el Reino Unido. «Willow» recibió su primera presentación en vivo en la 63.ª edición de los premios Grammy.

## Antecedentes y lanzamiento
La cantante y compositora estadounidense Taylor Swift lanzó su octavo álbum de estudio, Folklore, en julio de 2020. Después de su lanzamiento, el coproductor del álbum Aaron Dessner compuso casualmente una pista instrumental «Westerly», que lleva el nombre de la ubicación de la casa de Swift en Rhode Island. Una hora más tarde, Swift escribió «Willow» y le devolvió la canción terminada. Swift lanzó la canción como sencillo principal del álbum Evermore. Dessner programó la pista y tocó batería, percusión, teclados, sintetizadores, piano, bajo y guitarras eléctricas y acústicas. Bryce Dessner proporcionó la orquestación, Greg Calbi y Steve Fallone masterizaron la pista en Sterling Sound, Edgewater, y Jonathan Low la mezcló en Long Pond Studios en Hudson Valley.
El 13 de diciembre de 2020, el 31 cumpleaños de Swift, se lanzó una versión electrónica de «Willow», «Dancing Witch», remezclada por la productora sueca Elvira. Fue seguida por una versión acústica, «Lonely Witch», el 14 de diciembre, y una versión con mayor uso de sintetizadores, «Moonlit Witch», el 15 de diciembre. Para la edición para fanes de Evermore, se lanzó «Willow (90's trend remix)», una remezcla electrónica de la canción, el 3 de junio de 2021. La remezcla se lanzó más tarde de forma independiente en servicios de descarga y transmisión digital el 14 de junio.

## Composición

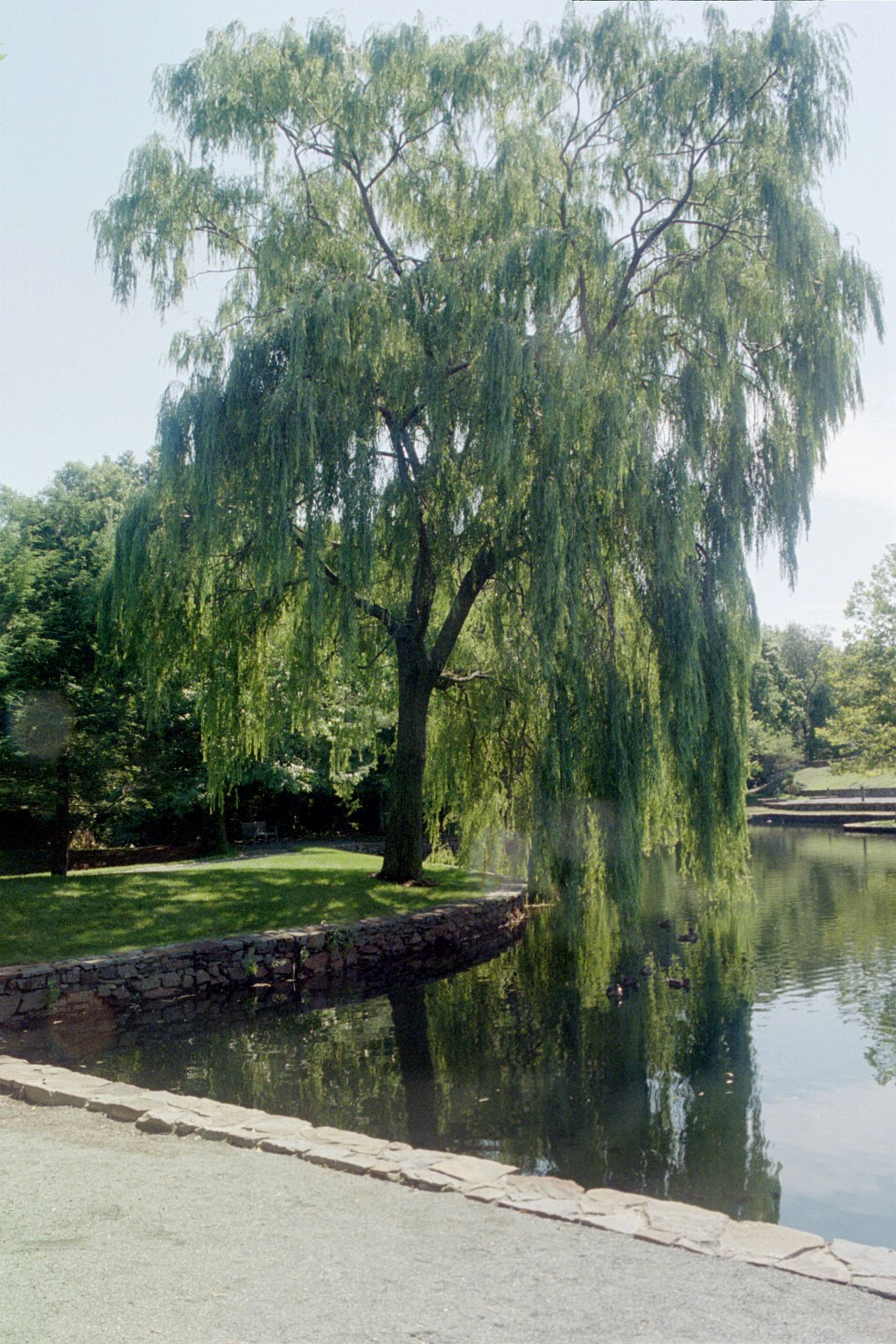
La canción retrata la vida como un sauce y al amor como un viento que dobla el árbol.

«Willow» es una balada de folk con estilo americana e indie folk, acentos de house tropical y un ritmo de tendencia hip hop que recuerda al álbum de Swift de 2017, Reputation. Está construido alrededor de un glockenspiel, cajas de ritmos, violonchelos, trompas, guitarras eléctricas, violines, flautas y orquestaciones, y se caracteriza por su coro «sin aliento».

"Willow" is about intrigue, desire, and the complexity that goes into wanting someone. I think it sounds like casting a spell to make someone fall in love with you.
«Willow» trata sobre la intriga, el deseo y la complejidad que conlleva querer a alguien. Creo que suena como lanzar un hechizo para hacer que alguien se enamore de ti.
Swift para American Songwriter

La canción se establece principalmente en un compás de 4/4 y cambia a 2/4 en el coro. Tiene un tempo de 84 pulsaciones por minuto. Está escrito en la clave de mi menor y las voces de Swift van desde Mi3 a Si5. La canción usa la forma verso–coro, y sigue la progresión de acordes Mim-Re-Mim-Re-Mim-Re-Do. Líricamente, «Willow» es una canción de amor en la que Swift invita a su alma gemela a entrar en su vida, haciendo uso de varias metáforas. Las letras de su estribillo hacen referencia a las canciones de Swift «Treacherous» y «Fearless».

## Recepción de la crítica
Patrick Ryan de USA Today destacó el contenido lírico de «Willow». En la reseña que realizó para The New York Times, Jon Pareles elogió el uso de guitarras en la canción como una de las numerosas florituras musicales de Evermore. La crítica de Paste, Ellen Johnson, elogió la canción como una «elegante apertura» del álbum. Escribiendo para The Guardian, Alexis Petridis opinó que «Willow» podría convertirse fácilmente en un pop banger si los sintetizadores, auto-tune y ritmos programados reemplazaran su «elegante» arreglo acústico. Chris Willman de Variety escribió que la canción representa el estado mental de Swift y la consideró muy parecida a «Invisible String» y «Peace» de Folklore. Las escritoras de Insider Inc. Courteney Larocca y Callie Ahlgrim elogiaron a «Willow»; Ahlgrim admiró el coro y la letra de la canción que pueden transmitir fácilmente emociones humanas «profundamente enredadas», mientras que Larocca pensó que la canción reanuda el tropo del «país de los sueños» que Swift habla en «The Lakes», la última pista de Folklore. Rolling Stone nombró a «Willow» como una de las mejores colaboraciones pop de 2020, elogiando la pareja entre Swift y el productor Dessner.

## Desempeño comercial
Debutando en la cima del Billboard Hot 100, «Willow» le dio a Swift su séptimo sencillo número uno en los Estados Unidos. La convirtió en la primera artista en la historia en debutar un álbum y un sencillo en el número uno simultáneamente en dos ocasiones distintas, logrando previamente con Folklore y «Cardigan». «Willow» fue el tercer debut número uno de Swift en el Hot 100, después de «Shake It Off» y «Cardigan»; su segundo número uno del Hot 100 en 2020. La canción se convirtió en el 29.º éxito entre los 10 primeros de Swift en el Hot 100, superando a Mariah Carey y Stevie Wonder como la artista con la sexta mayor cantidad de entradas en el top 10 en la historia de la lista, y extendió su récord para la mayor cantidad de debuts en el top 10, con 19. «Willow» recopiló 30 millones de reproducciones en YouTube, 12,3 millones en la radio y 59 000 ventas digitales en su primera semana. En la lista del 2 de enero de 2021, descendió al número 38 en el Hot 100, debido en parte a las canciones navideñas que inundaron la lista, marcando la mayor caída desde el puesto número uno en la historia de la lista y, por lo tanto, superando el récord establecido. por «Trollz» por 6ix9ine y Nicki Minaj. En su tercera semana en el Hot 100 «Willow» subió 15 puestos hasta el número 23, y pasó 20 semanas en total en la lista.
«Willow» también debutó en la cima del Billboard Digital Songs y aumentó su récord de la artista con mayor número unos en la lista, con 21. La canción también encabezó la lista Billboard Hot Rock & Alternative Songs, lo que le dio a Swift su segunda canción número uno en la lista después de «Cardigan». Además, la canción encabezó las listas de Billboard de Alternative Streaming Songs y Alternative Digital Song Sales. Cuatro meses después de su lanzamiento, «Willow» logró el primer puesto en el Billboard Adult Top 40, lo que marcó el octavo sencillo número uno de Swift en la lista y el primero desde «Delicate».
En Canadá, «Willow» llegó al número uno en el Canadian Hot 100, convirtiéndose el séptimo número uno de Swift en el país. En la lista UK Singles Chart, «Willow» llegó al número tres y vendió 35 183 unidades en su primera semana. No logró el primer puesto por dos canciones navideñas, pero marcó el undécimo éxito de Swift entre los cinco primeros en el país. «Willow», junto con las canciones de Evermore «Champagne Problems» (número 15) y «No Body, No Crime» (número 19), aumentaron el número de entradas en el top 20 de Swift en el Reino Unido a 21. Del mismo modo, «Willow» se ubicó en el número tres en la Irish Singles Chart, junto con las ya mencionadas «Champagne Problems» y «No Body, No Crime» en los números seis y once, respectivamente, lo que aumentó la cantidad total de éxitos irlandeses entre los 50 mejores a 38 de Swift.
En Australia, Swift logró un Chart Double al encabezar las listas de álbumes y sencillos al mismo tiempo. «Willow» entró en lo más alto de la ARIA Singles Chart, lo que le valió a la cantante su séptimo éxito número uno en Australia, y el segundo en 2020 después de «Cardigan». En Nueva Zelanda, «Willow» debutó en el número tres en la lista Top 40 Singles, con las canciones de Evermore «Champagne Problems», «No Body, No Crime» y «Gold Rush» en los puestos 24, 29 y 34, respectivamente. En Billboard Global 200 y Global Excl. U.S., «Willow» alcanzó los puestos dos y cinco, respectivamente.

## Video musical
Junto con la canción, se estrenó un video musical dirigido por Swift. Es el tercer video autodirigido de Swift, después de «The Man» y «Cardigan». El video describe la experiencia de querer a alguien y los giros de la vida en el camino de encontrar a la persona adecuada. El 15 de diciembre de 2020, se lanzó un video detrás de escena y un «Antes y después», que presenta el metraje de video original junto con sus correspondientes tomas de guion gráfico, ilustradas por Vincent Lucido.

### Sinopsis y análisis
El video de «Willow» es una continuación del video musical de «Cardigan». Swift, empapada de su viaje por el océano, se sienta cubierta por el cálido resplandor de la cabaña. Una cuerda dorada en sus manos (haciendo referencia a la canción de Folklore «Invisible String») la lleva a una realidad alternativa dentro de la parte trasera de su piano mágico que la ayuda a atravesar el tiempo y el espacio. Swift ha utilizado el color dorado para representar a su novio, Joe Alwyn, a lo largo de sus álbumes Reputation Lover y Folklore. El piano se abre en una madriguera de conejo debajo de las raíces de un sauce en un bosque otoñal. Swift emerge del sauce, embarcándose en un viaje místico guiado por el hilo mágico. Ella ve un reflejo de sí misma con un hombre (el bailarín Taeok Lee) en una piscina iluminada por la luna.
Más tarde, la cuerda la lleva a una escena de su infancia (una referencia a «Seven»), donde se ve a las versiones infantiles de Swift y Lee jugando juntos con la cuerda, lo que sugiere que la pareja está destinada a estar juntos. Swift sale de la carpa y se encuentra a sí misma adulta en una fiesta de carnaval, donde actúa con un laúd que emite niebla dorada dentro de una caja de vidrio (haciendo referencia a «Mirrorball») luciendo un vestido color crema de Zimmerman (una referencia a «Love Story»). Mientras Swift encuentra a Lee, ella está atrapada dentro de la caja de vidrio, que funciona como una metáfora de sus sentimientos sobre la fama. Luego se da cuenta de que la única salida es seguir el hilo mágico a través del agujero debajo del piso de la caja de vidrio, una escena que puede representar a Swift alcanzando sus momentos más bajos antes de encontrar el camino dorado una vez más. Durante esta escena, Swift mira directamente a la cámara, mientras pronuncia la letra «I come back stronger than a 90's trend» (en español, «Vuelvo más fuerte que una tendencia de los 90»), un guiño a 1989, que es su primer proyecto pop.
La escena cambia a un bosque invernal, donde Swift emerge encapuchada con una capa que recuerda a su video de «...Ready for It?». A ella se unen otros bailarines encapuchados que se reúnen en círculo para realizar una ceremonia alrededor de una hoguera que rezuma una gran cantidad de niebla dorada y orbes mágicos. Swift ha hecho referencia a la brujería en canciones anteriores como «...Ready For It?», «I Did Something Bad» y «Mad Woman». Mientras baila, encuentra el hilo dorado una vez más y lo sigue, llevándola de regreso a su cabaña. Lee se quita la máscara y mira al Swift que se marcha con desesperación. Swift sale del piano con un vestido nuevo, que representa el viaje de regreso a sus raíces como una persona cambiada debido a sus experiencias en el mundo exterior.
Al final de la cadena, Swift descubre que no está sola en la cabaña y que la cadena la ha guiado de regreso a su amante, Lee. La escena ve a Swift apreciar los obstáculos en su vida que llevaron a su relación. La letra del estribillo «I'm begging for you to take my hand / Wreck my plans, that's my man» (en español, «Te ruego que me tomes de la mano / arruina mis planes, ese es mi hombre»), finalmente se hace realidad al final del video. La pareja sale por la puerta, tomados de la mano, hacia un bosque envuelto por la luz dorada del sol. Este clímax hace referencia a «Daylight», la última canción del séptimo álbum de Swift, Lover, en la que canta sobre abandonar sus capas y cómo uno tiene que «dar un paso hacia la luz del día y dejarlo ir».

### Producción
La cinematografía estuvo a cargo de Rodrigo Prieto, quien también trabajó en el video «Cardigan». Swift no reveló a Prieto ni al equipo técnico que el video era para un nuevo álbum o canción, por lo que el video se grabó sin usar la canción. La filmación tuvo lugar bajo estrictas medidas de seguridad debido a la pandemia de COVID-19, incluidos protocolos de testeo, según lo recomendado por el Sindicato de Directores de Estados Unidos, el Sindicato de Actores de Cine y el Gremio Internacional de Cinematógrafos. Los bailarines en la escena que representa la brujería tenían sus barbijos puestos mientras actuaban, por lo que sus rostros no se muestran en el video. Se utilizó un sistema codificado por colores para indicar qué miembro del equipo podía estar cerca del set y de los actores; cualquier persona que se encontrara en las inmediaciones de una escena tenía que llevar una pulsera roja. El video fue filmado sin un operador de cámara, usando una cámara remota dirigida por una grúa.

## Premios y nominaciones
Willow recibió una nominación para el «Nashville Songwriters Award» en 2021, en la categoría «Diez canciones que desearía haber escrito», mientras que el video musical fue nominado para un premio de la Asociación de Productores Comerciales Independientes (AICP) en la categoría editorial.
| Ceremonia                    | Año  | Premio                       | Resultado |
| ---------------------------- | ---- | ---------------------------- | --------- |
| Nashville Songwriters Awards | 2021 | Ten Songs I Wish I'd Written | Pendiente |
| Premios AICP                 | 2021 | Editorial: Music Videos      | Pendiente |

## Presentaciones en vivo
Swift interpretó «Willow» por primera vez en la 63.ª edición de los premios Grammy, como parte de un popurrí junto con «Cardigan» y «August», en una cabaña cubierta de musgo dentro de un bosque, acompañada por Jack Antonoff y Aaron Dessner. La cantante ganó el premio al álbum del año por Folklore. El crítico de Pitchfork, Cat Zhang, elogió la actuación como uno de los mejores momentos de la ceremonia. Zhang elogió la voz de Swift y la temática del bosque encantado, describiendo su aspecto como una «princesa de hadas benevolente en un reino de enanos».The Washington Post clasificó la actuación de Swift como la sexta mejor de la noche y destacó su «estética amaderada y mística». El escritor de Billboard Heran Mamo dijo que la presentación, la cuarta mejor de la ceremonia, era una mezcla entre «El señor de los anillos y la fantasía de Crepúsculo».

## Listado de canciones
| Descarga digital y streaming 1. «Willow» – 3:34 Descarga digital y streaming (dancing witch version — Elvira Remix) 1. «Willow» (dancing witch version) [Elvira remix] – 3:04 Descarga digital y streaming (lonely witch version) 1. «Willow» (lonely witch version) – 3:34 Descarga digital y streaming (moonlit witch version) 1. «Willow» (moonlit witch version) – 3:29 Descarga digital y streaming – Willow (the witch collection) – EP 1. «Willow» – 3:34 2. «Willow» (dancing witch version) [Elvira remix] – 3:04 3. «Willow» (lonely witch version) – 3:34 4. «Willow» (moonlit witch version) – 3:28 5. «Willow» (music video) – 4:12 6. «Willow» (lyric video) – 3:40 | Descarga digital y streaming (dancing witch version — Elvira remix, exclusivo de la tienda web) 1. «Willow» (dancing witch version) [Elvira remix] 2. «Willow» (versión instrumental) Descarga digital y streaming (lonely witch version, exclusivo de la tienda web) 1. «Willow» (lonely witch version) 2. «Willow» (songwriting demo) Descarga digital y streaming (moonlit witch version, exclusivo de la tienda web) 1. «Willow» (moonlit witch version) 2. «Christmas Tree Farm» (grabado en vivo en el iHeartRadio Jingle Ball en 2019) Descarga digital y streaming (90's trend remix) 1. «Willow» (90's trend remix) – 3:45 |

## Créditos y personal
Créditos adaptados de YouTube.

### Canción
| - Taylor Swift - voz, compositora - Aaron Dessner - productor, compositor, grabador vocal, programador de caja de ritmos, percusión, teclados, sintetizadores, piano, guitarra eléctrica, bajo, guitarra acústica - Jonathan Low - grabador vocal, mezclador - Bryce Dessner - orquestador - Greg Calbi - maestro - Steve Fallone - maestro - James McAlister - sintetizadores, programador de caja de ritmos - Bryan Devendorf - percusión, programador de caja de ritmos | - Yuki Numata Resnick - violín - Josh Kaufman - guitarra eléctrica - Clarice Jensen - violonchelo - Jason Treuting - glockenspiel - Alex Soop - flauta - CJ Camerieri - Corno francés - Thomas Bartlett - teclado, sintetizadores - Benjamin Lanz - sintetizador modular (solo video musical) |

### Video
| - Taylor Swift - directora - Rodrigo Prieto - director de fotografía - Jil Hardin - productor - Chancler Haynes - editor - Ethan Tobman - diseñador de producción - Regina Fernández - diseñadora de producción - Joseph Cassell - estilista - Sunshine Madsen - estilista - Joe Osborne - primer asistente de dirección - EV Salomon - co-primer asistente de dirección | - Ingenuity Studios - efectos visuales - Grant Miller - efectos visuales - David Lebensfeld - efectos visuales - Jumanah Shaheen - efectos visuales - Rebecca Skinner - productora ejecutiva - Kathy Palmer - coproductora - Manny Tapia - gaffer - Alexander Griffiths - agarre de la llave - Vincent Lucido - guionista |

## Posicionamiento en listas

### Semanales
| Listas (2020)                                    | Mejor posición |
| ------------------------------------------------ | -------------- |
| Alemania (Offizielle Top 100)                    | 46             |
| Australia (ARIA)                                 | 1              |
| Austria (Ö3 Austria)                             | 30             |
| Bélgica (Ultratop Flandes)                       | 40             |
| Bélgica (Ultratip Bubbling Under Valonia)        | 2              |
| Brasil (Top Brasil Streaming)                    | 77             |
| Canadá (Billboard Canadian Hot 100)              | 1              |
| Eslovaquia (ČNS IFPI)                            | 50             |
| España (PROMUSICAE)                              | 53             |
| Estados Unidos (Billboard Hot 100)               | 1              |
| Estados Unidos (Billboard Hot Alternative Songs) | 1              |
| Estados Unidos (Billboard Global 200)            | 2              |
| Estados Unidos (Billboard Global 200 Excl. US)   | 5              |
| Estados Unidos (Rolling Stone Top 100)           | 3              |
| Francia (SNEP)                                   | 111            |
| Grecia (IFPI)                                    | 20             |
| Global 200 (Billboard)                           | 2              |
| Hungría (Single Top 40)                          | 9              |
| Islandia (Plötutíðindi)                          | 37             |
| Irlanda (IRMA)                                   | 3              |
| Italia (FIMI)                                    | 70             |
| Líbano (OLT20)                                   | 25             |
| Lituania (AGATA)                                 | 25             |
| Malasia (RIM)                                    | 2              |
| Nueva Zelanda (RMNZ)                             | 3              |
| Países Bajos (MegaCharts)                        | 61             |
| Portugal (AFP)                                   | 20             |
| Reino Unido (Official Charts Company)            | 3              |
| República Checa (ČNS IFPI)                       | 54             |
| Singapur (RIAS)                                  | 1              |
| Suecia (Sverigetopplistan)                       | 67             |
| Suiza (Schweizer Hitparade)                      | 21             |

## Certificaciones
| País        | Certificación |
| ----------- | ------------- |
| Australia   | Platino       |
| Canadá      | Platino       |
| Reino Unido | Oro           |
| Polonia     | Oro           |

## Historial de lanzamiento
| Región         | Fecha                   | Versión       | Formato                     | Discográfica | Ref.    |
| -------------- | ----------------------- | ------------- | --------------------------- | ------------ | ------- |
| Varios         | 11 de diciembre de 2020 | Original      | descarga digital, streaming | Republic     | [ 101 ] |
| Varios         | 13 de diciembre de 2020 | Dancing Witch | descarga digital, streaming | Republic     | [ 102 ] |
| Estados Unidos | 14 de diciembre de 2020 | Original      | Adult contemporary radio    | Republic     | [ 103 ] |
| Estados Unidos | 15 de diciembre de 2020 | Original      | Contemporary hit radio      | Republic     | [ 104 ] |
| Varios         | 15 de diciembre de 2020 | Lonely Witch  | descarga digital, streaming | Republic     | [ 102 ] |
| Varios         | 16 de diciembre de 2020 | Moonlit Witch | descarga digital, streaming | Republic     | [ 102 ] |
| Italia         | 18 de diciembre de 2020 | Original      | Contemporary hit radio      | Universal    | [ 105 ] |
| Reino Unido    | 18 de diciembre de 2020 | Original      | Contemporary hit radio      | Republic     | [ 106 ] |
| Reino Unido    | 2 de enero de 2021      | Original      | Adult contemporary radio    | Republic     | [ 107 ] |
| Varios         | 14 de junio de 2021     | 90's Trend    | descarga digital, streaming | Republic     | [ 108 ] |